# 东南汽车
东南（福建）汽车工业股份有限公司，简称东南汽车，成立于1995年，是由福汽集团和台企中華汽車工業共同出资成立的兩岸共持之汽车企业，也是陸台之間首例合資車廠。在大部分時間里，东南汽车的三大股东分别为福汽集团（50%）、日本三菱汽车（25%）和台湾中华汽车（25%），競爭雖然激烈，但小眾有小眾在細分市場的優勢，使得在著重操控性的買家中有一定好評，一度破十萬輛，2021年5月三菱宣告退出东南汽车，结束了双方26年的合作。其後銷量規模縮小，與奇瑞部分聯盟維持。2023年中，三菱正式結束中國市場出清所有股份，中華汽表示他們已經停止引進車型一段時間，沒有太大影響，仍看好未來東南汽車品牌，主要將加速現代化與電氣化。2024年3月，奇瑞汽车全资收购福州青口控股有限公司，福州青口的原股东左海汽车也是东南汽车的股东。

## 产品

### 东南品牌
- 东南得利卡
- 富利卡
- 菱绅
- 菱利
- 菱帅
- 东南菱悦
- 东南菱致
- 东南菱仕
- DX3
- DX5
- DX7
- DX9
- V5
- A5
- C1

### 代工生产
东南汽车代工的三菱车型有蓝瑟、蓝瑟·翼神、君阁、戈蓝等。此外还生产过克莱斯勒品牌的大捷龙。

### 新能源品牌
- V3菱悦电动汽车
- V5菱致电动汽车